# 2489 Suvorov
2489 Suvorov eller 1975 NY är en asteroid i huvudbältet som upptäcktes den 11 juli 1975 av den ryska astronomen Ljudmjla Tjernych vid Krims astrofysiska observatorium på Krim. Den har fått sitt namn efter Aleksandr Suvorov.
Asteroiden har en diameter på ungefär 20 kilometer och den tillhör asteroidgruppen Themis.